# Нер (притока Варти)
Нер (пол. Ner) — річка в центральній частині  Польщі, права притока Варти.
Назва річки, можливо, походить від прабалтословянського кореня *nur-/*nyr- («мокрий, вологий») і може бути пов'язана з племенем неврів, про яке згадував Геродот.

## Географія

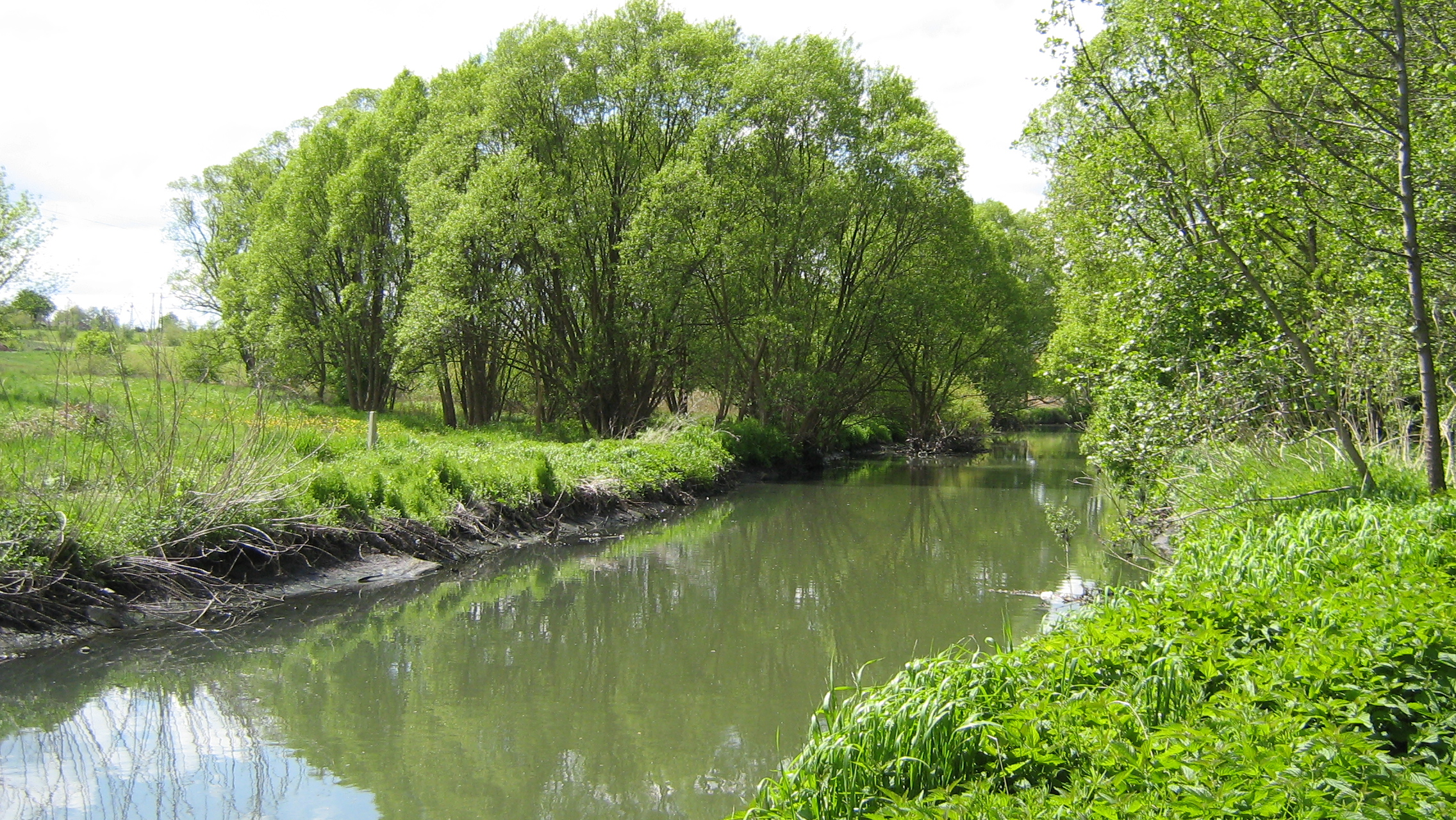
Річка Нер

Нер бере початок у місті Лодзь і є найбільшою річкою міста. В межах Лодзі річка складається з двох ділянок:
- перша, довжиною приблизно 11 км, — в південно-східній частині міста,
- друга, довжиною 11,5 км, — в південно-західній частині.

Нер впадає у річку Варта біля села Майдани.
Довжина річки становить 138 км, площа водозбірного басейну — 1866 км². Середня витрата води у гирлі — 10 м³/сек.
Над річкою розташовані міста:
- Лодзь
- Жгув
- Константинув-Лодзький
- Поддембице
- Домб'є